# Montagney
Cet article possède un paronyme, voir Montagny.
Montagney est une commune française située dans le département de la Haute-Saône, la région culturelle et historique de Franche-Comté et la région administrative Bourgogne-Franche-Comté.

## Géographie
Montagney est un village d'environ 600 habitants dont 100 à la maison de retraite situé à mi-chemin entre Marnay et Pesmes. Le village est également l'un des trois pôles d'enseignement primaire du canton.

### Communes limitrophes

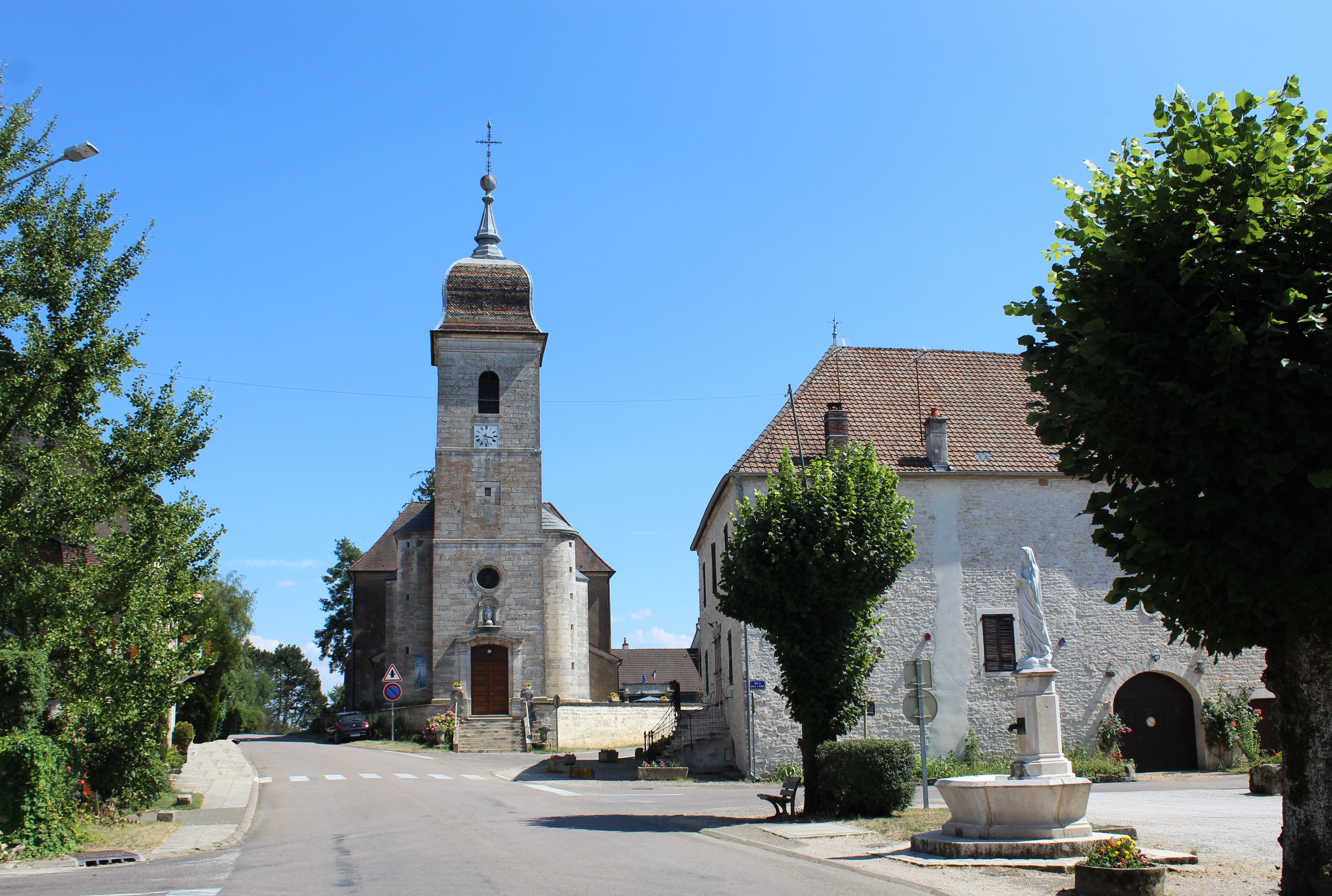
La rue principale.

### Climat
Pour des articles plus généraux, voir Climat de la Bourgogne-Franche-Comté et Climat de la Haute-Saône.
En 2010, le climat de la commune est de type climat océanique dégradé des plaines du Centre et du Nord, selon une étude du Centre national de la recherche scientifique s'appuyant sur une série de données couvrant la période 1971-2000. En 2020, Météo-France publie une typologie des climats de la France métropolitaine dans laquelle la commune est exposée à un climat semi-continental et est dans une zone de transition entre les régions climatiques « Lorraine, plateau de Langres, Morvan » et « Jura ». 
Pour la période 1971-2000, la température annuelle moyenne est de 10,4 °C, avec une amplitude thermique annuelle de 17,6 °C. Le cumul annuel moyen de précipitations est de 934 mm, avec 12,4 jours de précipitations en janvier et 8,8 jours en juillet. Pour la période 1991-2020, la température moyenne annuelle observée sur la station météorologique de Météo-France la plus proche, « Cugney », sur la commune de Cugney à 10 km à vol d'oiseau, est de 11,2 °C et le cumul annuel moyen de précipitations est de 958,2 mm. 
La température maximale relevée sur cette station est de 40 °C, atteinte le 31 juillet 2020 ; la température minimale est de −17 °C, atteinte le 20 décembre 2009,,. 
Les paramètres climatiques de la commune ont été estimés pour le milieu du siècle (2041-2070) selon différents scénarios d'émission de gaz à effet de serre à partir des nouvelles projections climatiques de référence DRIAS-2020. Ils sont consultables sur un site dédié publié par Météo-France en novembre 2022.

## Urbanisme

### Typologie
Au 1er janvier 2024, Montagney est catégorisée commune rurale à habitat dispersé, selon la nouvelle grille communale de densité à sept niveaux définie par l'Insee en 2022.
Elle est située hors unité urbaine. Par ailleurs la commune fait partie de l'aire d'attraction de Besançon, dont elle est une commune de la couronne,. Cette aire, qui regroupe 310 communes, est catégorisée dans les aires de 200 000 à moins de 700 000 habitants,.

### Occupation des sols
L'occupation des sols de la commune, telle qu'elle ressort de la base de données européenne d’occupation biophysique des sols Corine Land Cover (CLC), est marquée par l'importance des territoires agricoles (65,3 % en 2018), en diminution par rapport à 1990 (66,5 %). La répartition détaillée en 2018 est la suivante : 
prairies (32,8 %), terres arables (32,5 %), forêts (29,1 %), zones urbanisées (5,6 %). L'évolution de l’occupation des sols de la commune et de ses infrastructures peut être observée sur les différentes représentations cartographiques du territoire : la carte de Cassini (XVIIIe siècle), la carte d'état-major (1820-1866) et les cartes ou photos aériennes de l'IGN pour la période actuelle (1950 à aujourd'hui).

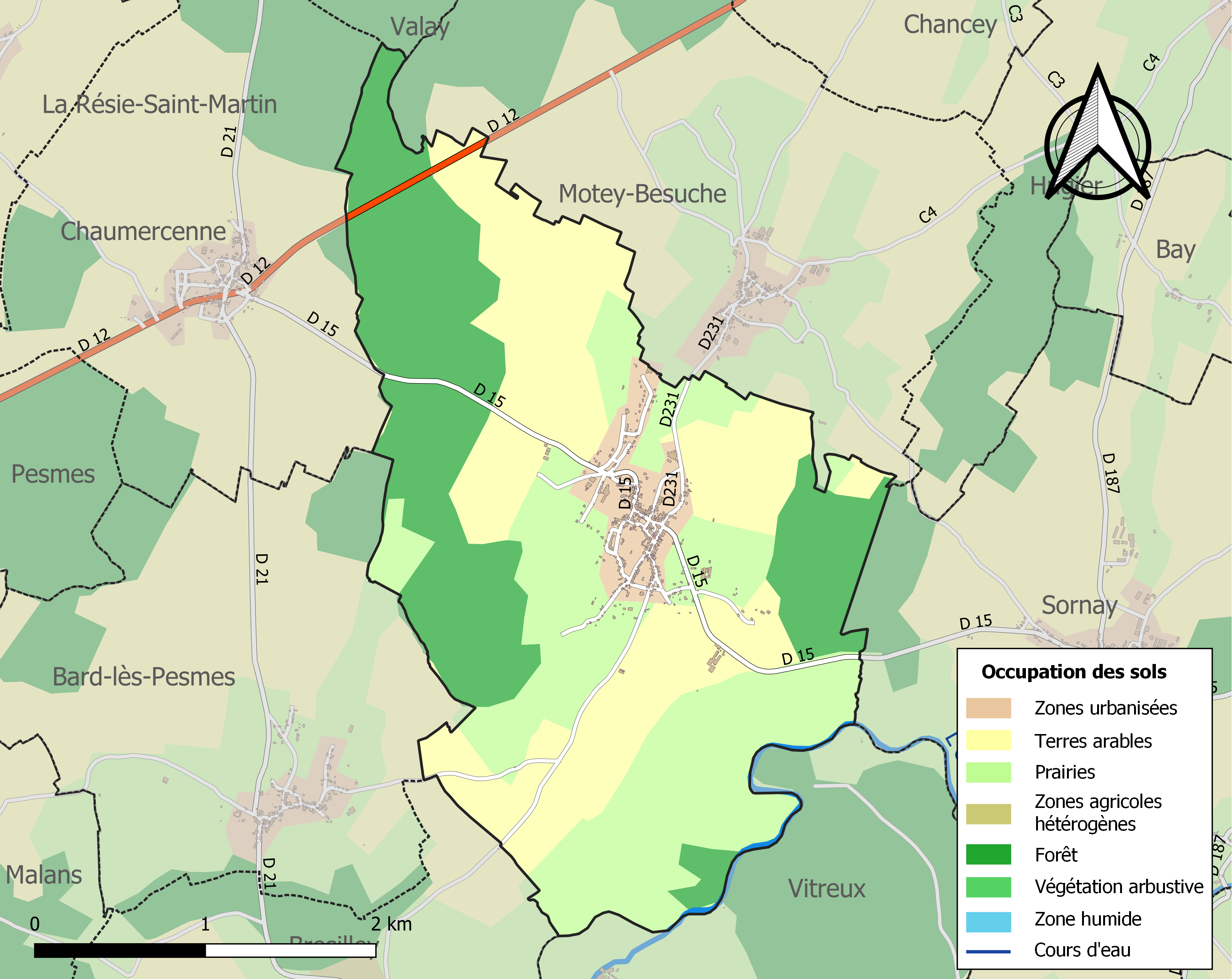
Carte des infrastructures et de l'occupation des sols de la commune en 2018 (CLC).

## Histoire
Jusque vers 1960, le village a vécu de la culture de la vigne.
Elle a été desservie de 1866 à 1940 par une gare sur la ligne de Gray à Fraisans.

## Politique et administration

### Rattachements administratifs et électoraux
La commune fait partie de l'arrondissement de Vesoul du département de la Haute-Saône, en région Bourgogne-Franche-Comté. Pour l'élection des députés, elle dépend de la première circonscription de la Haute-Saône.
Elle faisait partie depuis 1793 du canton de Pesmes. Dans le cadre du redécoupage cantonal de 2014 en France, la commune est désormais rattachée au canton de Marnay.

### Intercommunalité
La commune faisait partie de la petite communauté de communes du val de Pesmes, créée par un arrêté préfectoral du 12 décembre 2002, et qui prenait la suite du Syndicat intercommunal de développement et d’aménagement du canton de Pesmes.
Dans le cadre des dispositions de la loi portant nouvelle organisation territoriale de la République (Loi NOTRe) du 7 août 2015, qui prévoit que les établissements publics de coopération intercommunale (EPCI) à fiscalité propre doivent avoir un minimum de 15 000 habitants (et 5 000 habitants en zone de montagnes), le préfet de la Haute-Saône a présenté en octobre 2015 un projet de révision du schéma départemental de coopération intercommunale (SDCI) qui prévoit notamment la scission de cette communauté de communes et le rattachement de certaines de ses communes à la communauté de communes du Val marnaysien et les autres communes à celle du Val de Gray,.
Malgré l'opposition du Val de Pesmes, le SDCI définitif, approuvé par le préfet le 30 mars 2016, a prévu l'extension : 
- du Val Marnaysien aux communes de Bard-lès-Pesmes, Berthelange, Brésilley, Chancey, Chaumercenne, Courcelles-Ferrières, Corcondray, Etrabonne, Ferrières-les-Bois, Malans, Mercey-le-Grand, Montagney, Motey-Besuche, Villers-Buzon, portant le nouvel ensemble à 13 784 habitants, selon le recensement de 2013 ;
- Val de Gray aux communes d'Arsans, Broye-Aubigney-Montseugny, Chevigney, La Grande-Résie, La Résie-Saint-Martin, Lieucourt, Pesmes, Sauvigney-lès-Permes, Vadans, Valay et Venère, portant le nouvel ensemble à 20 807 habitants[18].

C'est ainsi que la commune est désormais membre depuis le  1er janvier 2017 de la communauté de communes du Val Marnaysien.

### Liste des maires
| Période                                  | Période  | Identité                   | Étiquette | Qualité                                                                                     |
| ---------------------------------------- | -------- | -------------------------- | --------- | ------------------------------------------------------------------------------------------- |
| Les données manquantes sont à compléter. |          |                            |           |                                                                                             |
| 1901                                     | 1915     | François Sorin (1842-1915) |           |                                                                                             |
| Les données manquantes sont à compléter. |          |                            |           |                                                                                             |
| 1935                                     | 1947     | Alfred Beuraud             |           |                                                                                             |
| 1947                                     | 1949     | Emile Delaitre             |           |                                                                                             |
| 1949                                     | 1967     | André Bonvalot             |           |                                                                                             |
| 1967                                     | 1971     | René Droxler               |           |                                                                                             |
| 1971                                     | 1979     | Pierre Louisot             |           |                                                                                             |
| 1979                                     | 1983     | Jean Pellegrinelli         |           |                                                                                             |
| 1983                                     | 2001     | Michel Desnoues            |           |                                                                                             |
| 2001[réf. nécessaire]                    | 2014     | Michel Pellegrinelli       |           |                                                                                             |
| 2014                                     | En cours | Yann Beuraud               |           | Professeur d’histoire géographie à Gray Vice-président de la CC du Val Marnaysien (2017 → ) |

## Population et société

### Démographie
L'évolution du nombre d'habitants est connue à travers les recensements de la population effectués dans la commune depuis 1793. Pour les communes de moins de 10 000 habitants, une enquête de recensement portant sur toute la population est réalisée tous les cinq ans, les populations de référence des années intermédiaires étant quant à elles estimées par interpolation ou extrapolation. Pour la commune, le premier recensement exhaustif entrant dans le cadre du nouveau dispositif a été réalisé en 2004.

En 2022, la commune comptait 506 habitants, en évolution de −2,5 % par rapport à 2016 (Haute-Saône : −1,4 %, France hors Mayotte : +2,11 %).
| 1793 | 1800 | 1806 | 1821 | 1831 | 1836 | 1841 | 1846 | 1851 |
| ---- | ---- | ---- | ---- | ---- | ---- | ---- | ---- | ---- |
| 556  | 603  | 635  | 606  | 588  | 593  | 607  | 618  | 588  |

| 1856 | 1861 | 1866 | 1872 | 1876 | 1881 | 1886 | 1891 | 1896 |
| ---- | ---- | ---- | ---- | ---- | ---- | ---- | ---- | ---- |
| 584  | 584  | 574  | 528  | 603  | 509  | 527  | 501  | 515  |

| 1901 | 1906 | 1911 | 1921 | 1926 | 1931 | 1936 | 1946 | 1954 |
| ---- | ---- | ---- | ---- | ---- | ---- | ---- | ---- | ---- |
| 517  | 523  | 505  | 430  | 429  | 385  | 180  | 349  | 304  |

| 1962 | 1968 | 1975 | 1982 | 1990 | 1999 | 2004 | 2006 | 2009 |
| ---- | ---- | ---- | ---- | ---- | ---- | ---- | ---- | ---- |
| 309  | 320  | 336  | 405  | 383  | 403  | 445  | 455  | 490  |

| 2014 | 2019 | 2022 | - | - | - | - | - | - |
| ---- | ---- | ---- | - | - | - | - | - | - |
| 511  | 503  | 506  | - | - | - | - | - | - |

### Équipements
Les enfants sont scolarisés au pôle éducatif des Vallons Fleuris, situé au centre du village.
Les anciennes écoles communales ont été réhabilitées et restructurées en 2012, et sont devenues la nouvelle mairie.
La commune accueille également la maison de retraite Les Cèdres, qui, en 2010, accueille 72 résidents.

### Manifestations culturelles et festivités
Le Méca Estivale, fête biennale de « tout ce qui roule », dont la 5e édition a eu lieu le 4 septembre 2016. Celle de 2014 a rassemblé 500 véhicules, 80 stands et 8000 visiteurs.

## Économie
La commune accueille, en 2021, une boucherie charcuterie traiteur, une épicerie, un centre équestre, un taxi, des maraîchers et éleveurs bio.
Le village compte également plusieurs entreprises dont une entreprise de négoce de céréales, une entreprise de vente via distributeurs, ainsi qu’une entreprise de location de matériel événementiel.
La maison de retraite Les Cèdres et le pôle éducatif des Vallons Fleuris y sont également implantés

## Culture locale et patrimoine

### Lieux et monuments
- Château Terrier de Santans (propriété privée), du XVe siècle, restauré et modifié aux XVIIe et XIXe siècles[26]
- Église Saint-Martin construite en 1772[27] et son presbytère de 1759[28].
- Jardin de la maison de retraite Notre-Dame des Cèdres[29].
- L'ancienne gare[30].
- L'ancienne école, construite entre 1894 et 1902 d'après les plans de l'architecte Sauterey par l'entrepreneur Eugène Courot, transformée en mairie en 2012 sur les plans de l'architecte de Vesoul René Bouvier[31],[19].
- Fontaine-lavoir initialement conçue en 1809 par l'architecte Mielle et reconstruite en 1846 par l'architecte Christophe Colard[32] ,[33].
- Croix de chemin à La Gaillarde, du XIXe siècle[34].
- Maisons et fermes des XVIe et XIXe siècles[35].

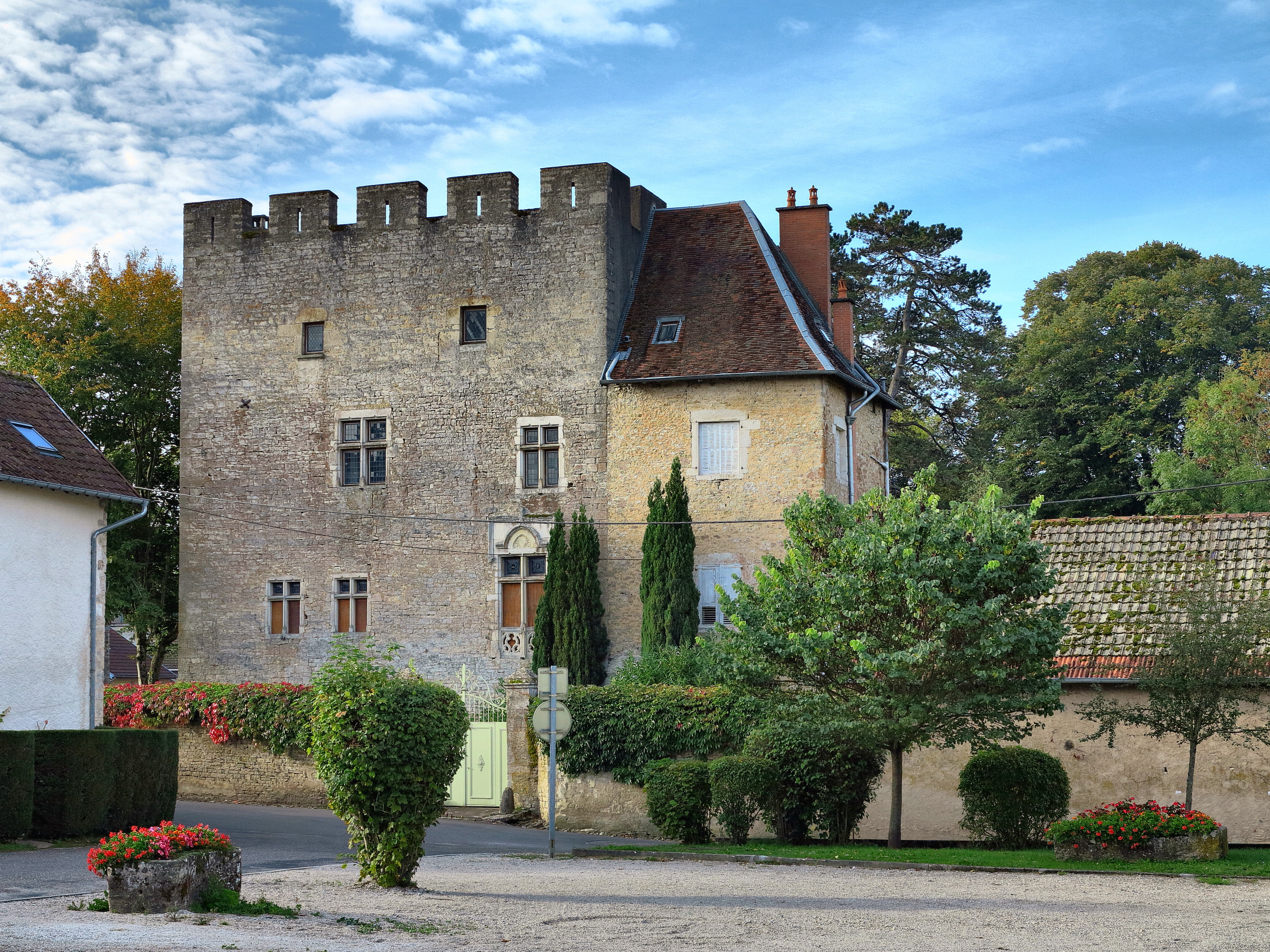
Le château Terrier de Santans.
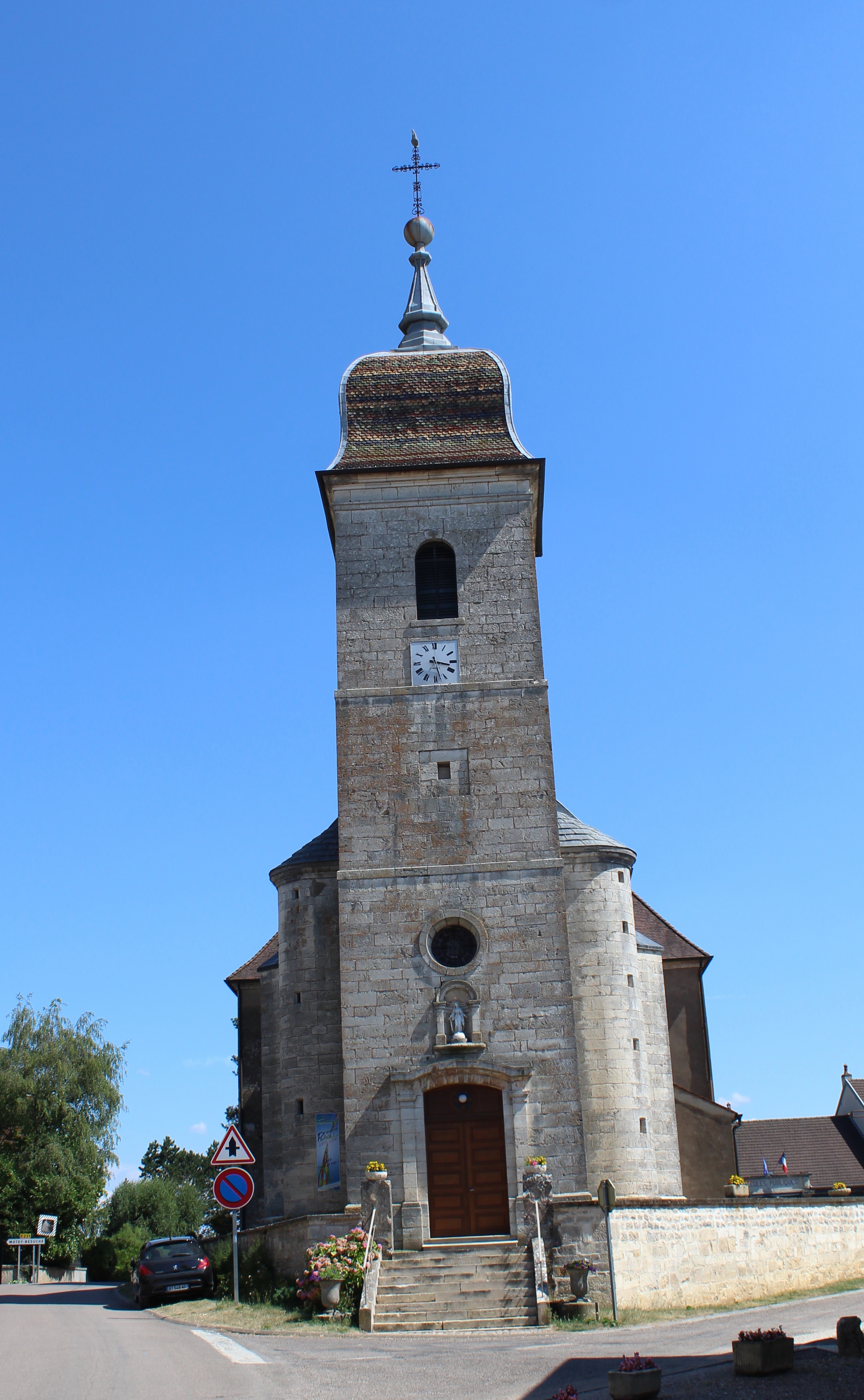
L'église Saint-Martin.
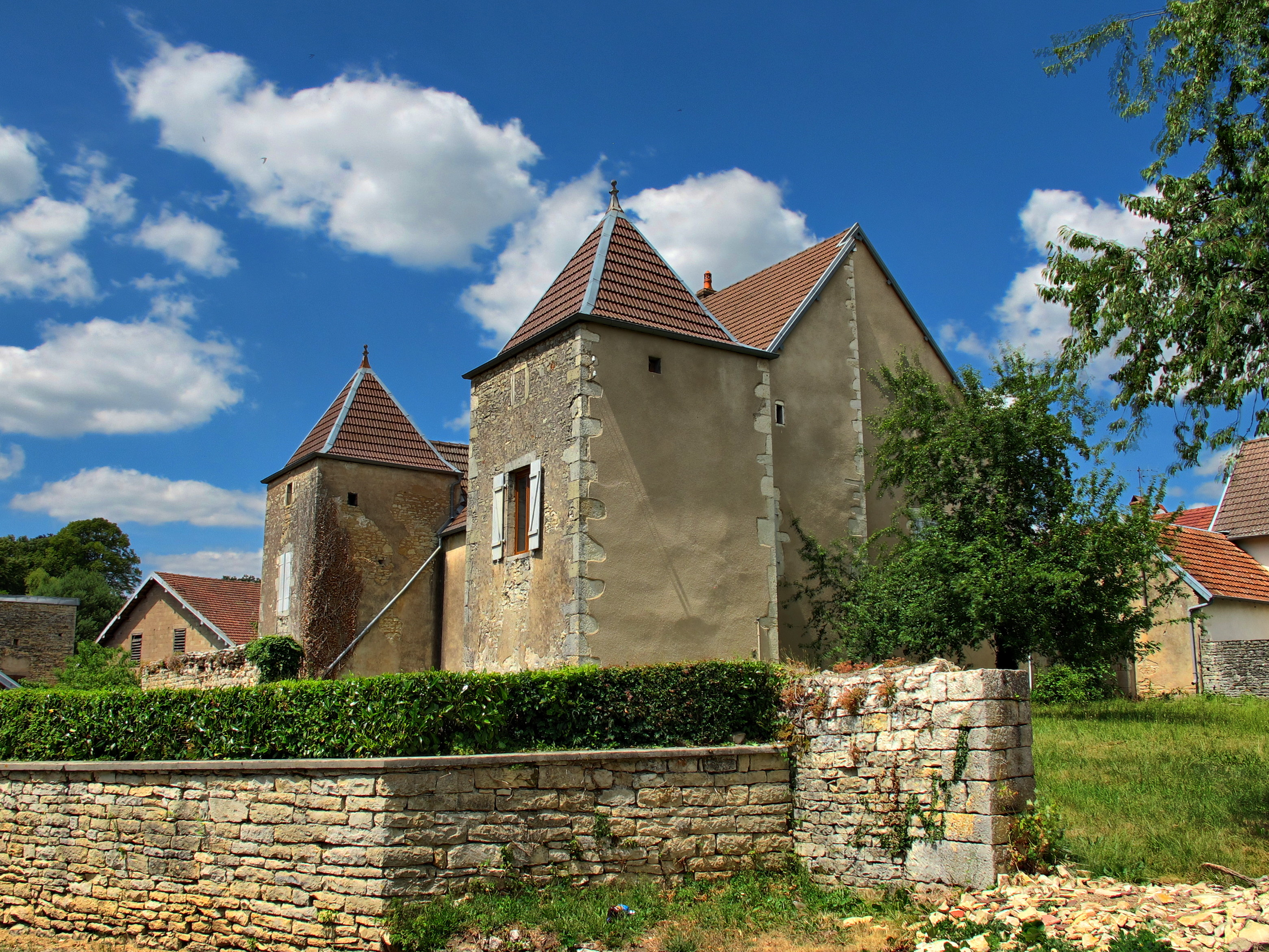
L'ancien presbytère avec tours-pigeonniers.
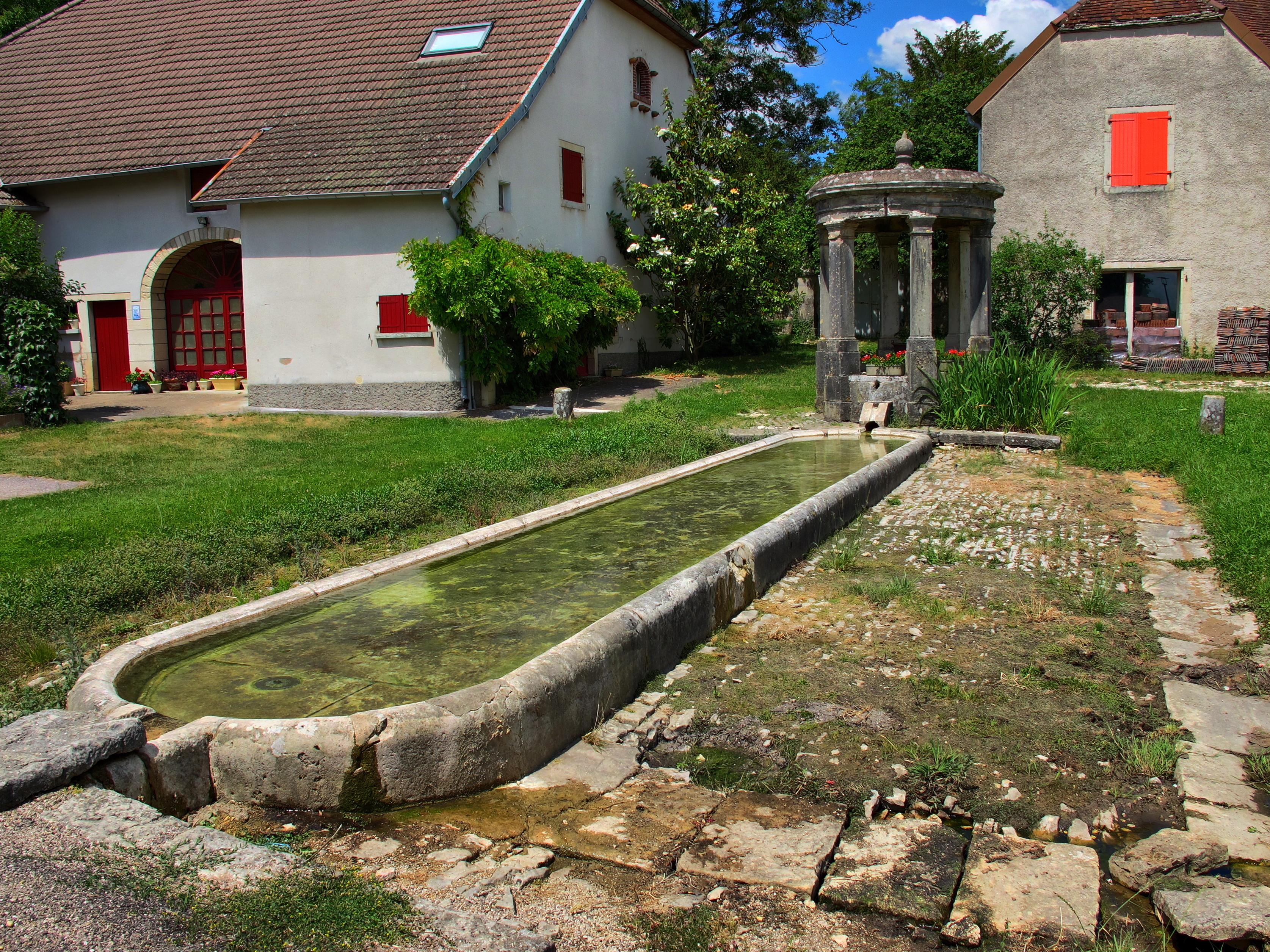
La fontaine-lavoir-abreuvoir.

### Personnalités liées à la commune

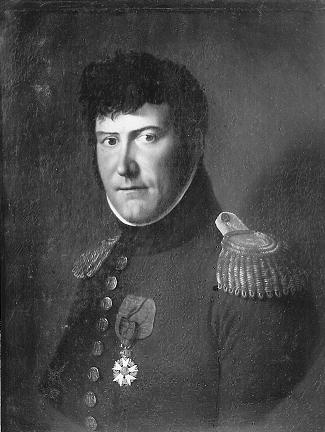
Le général Pierre Clavel.

- Antoine de Santans, fils de Jean : seigneur de Montagney en 1630.
- Pierre-François Percy (1754-1825) : chirurgien en chef des armées et baron d'Empire est né à Montagney.
- Pierre Clavel (1773-1843, Montagney) : général des armées de la République et de l'Empire. Ami de Percy.
- Clarisse Coignet (1823-1918), philosophe et historienne.
- Jean-Baptiste Charles (d)  (1834, Montagney - 1892), professeur d'escrime.

### Héraldique
| Blason de Montagney | Blason  | Coupé: au 1er d'or à la croix estrée de sable, chaque branche pommetée de deux pièces accolées du même, au 2e d'azur à trois cailles d'or, celles de senestre et de la pointes contournées. |
| Blason de Montagney | Détails | Le statut officiel du blason reste à déterminer. |